# 皮薩里夫卡 (佐洛喬夫區)
50°14′25″N 35°46′7″E / 50.24028°N 35.76861°E
皮薩里夫卡（烏克蘭語：Писарівка）是位於烏克蘭東部的村莊，由哈爾科夫州博霍杜希夫區的佐洛奇夫市鎮負責管轄。該村始建於1683年，面積3.05平方公里，海拔高度166米，2001年人口826，人口密度每平方公里3.05人。